# 阿爾皮湖
41°03′0″N 43°37′00″E / 41.05000°N 43.61667°E
阿爾皮湖是亞美尼亞的湖泊，位於該國西北部，面積22平方公里，海拔高度2,023米，是阿胡良河的發源地，該湖周圍是超過100種鳥類的棲息地，自1993年7月6日被劃入濕地公約保護。